# Тулак, Иван Васильевич
Тула́к, Иван Васильевич (1892 — 1918) — активный участник Гражданской войны, один из организаторов и руководителей обороны Царицына в 1918 году.

## Биография
Родился в станице Морозовской. Трудиться начал с 16 лет. В 1908 году вступил в члены РСДРП. До 1915 года дважды подвергался арестам за революционную деятельность. В 1915—1916 годах воевал на фронтах Первой мировой войны, проводил революционную агитацию среди солдат. После второго ранения дезертировал с фронта и полностью занялся революционной деятельностью. Унтер-офицер лейб-гвардии драгунского полка. С 1917 года член РСДРП(б). Один из организаторов ростовской Красной гвардии. Принимал участие в обороне Ростова от казачьих частей генерала А. М. Каледина. С потерей Ростова с остатками красногвардейских частей отступил к Царицыну.
В Царицыне, став секретарём Центрального штаба Красной гвардии, занимался формированием, вооружением и обучением крупных красногвардейских отрядов. С февраля 1918 года его отряд из 500 человек разоружал проходящие через Царицын воинские части, вёл бои с калединскими войсками в районе Жутово — Котельниково — Зимовники. В мае 1918 года был назначен командующим революционными войсками Царицынского района (по другим источникам — главнокомандующим Царицынским и Кривомузгинским фронтами). Был назначен командующим резервами революционных войск Царицынского района и начальником гарнизона Царицына. В ходе создания 10-й армии был представителем её штаба на Степном фронте.

## Смерть

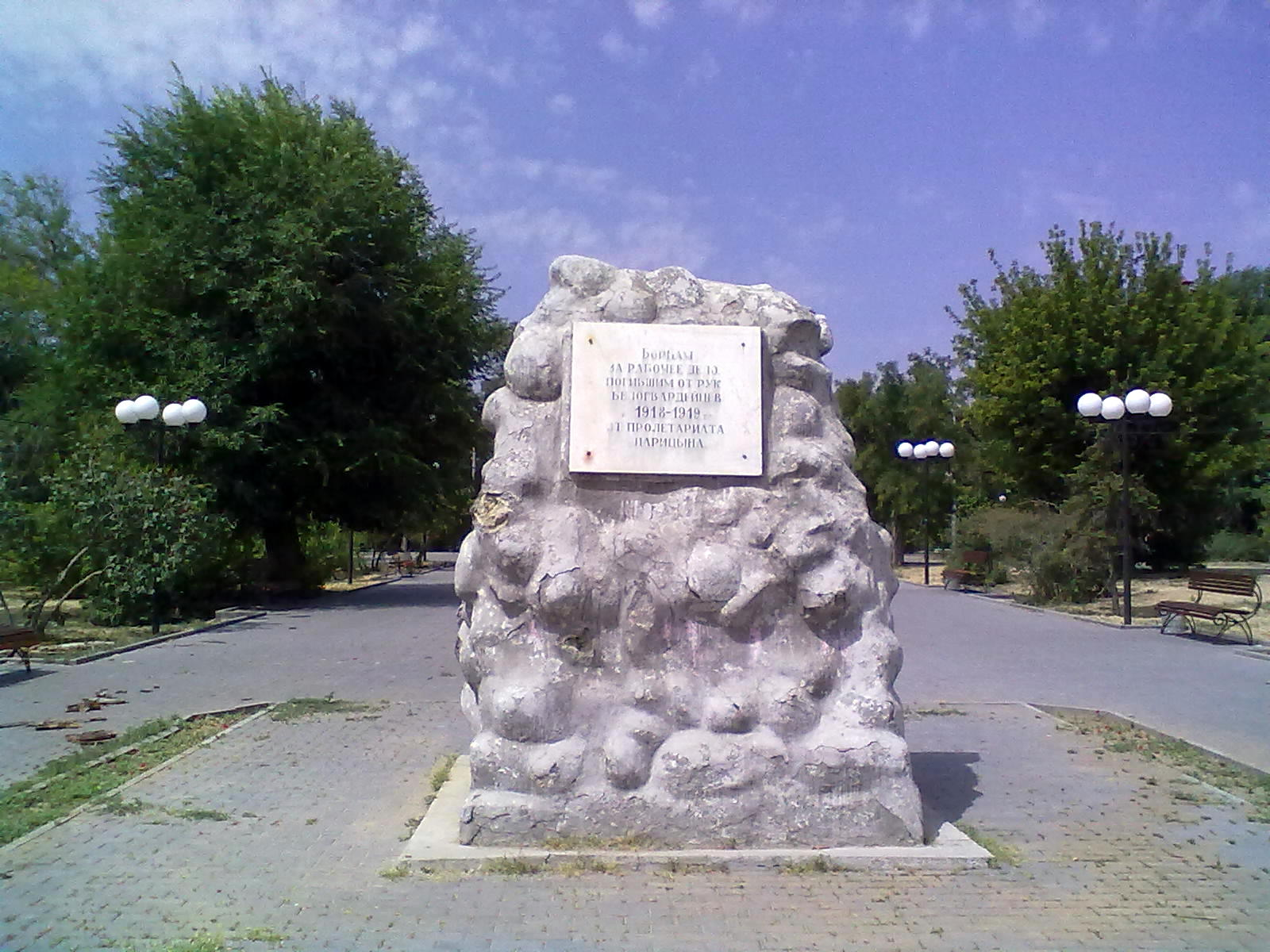
Памятник на братской могиле, где похоронен И. В. Тулак

Попал в плен и расстрелян во время антибольшевисткого восстания в с. Святые Кресты Астраханской губернии. В белогвардейских источниках пишут, что его казнили сами красногвардейцы за жестокость к подчиненным. Похоронен в декабре 1918 года в братской могиле на площади Свободы (ныне Комсомольский сад).

## Увековечивание памяти
Именем Ивана Тулака названа улица в Советском районе города Волгограда. Недалеко от этой улицы расположена станция скоростного трамвая «Ельшанка».